# Iglesia de San Lorenzo (Guayana Francesa)
La Iglesia de San Lorenzo (en francés: Église Saint-Laurent de Saint-Laurent-du-Maroni) es una iglesia parroquial dependiente de la diócesis de Cayena (Dioecesis Caiennensis o Diocèse de Cayenne) que fue creada por Pío XII mediante la bula "Qua sollicitudine" en 1956.
El templo que sigue el rito romano o latino, está situado en la localidad de San Lorenzo de Maroni, en la Guayana Francesa. La iglesia está catalogada como monumento histórico por una disposición legal del 16 de agosto de 1995.
Contiene una reliquia del cinturón de san José, el padre adoptivo del Jesucristo.